# سیمون دوم
سیمون دوم (گرجی: სიმონ II) در منابع فارسی سمایون خان (متولد اوایل دهه ۱۶۱۰ – متوفی ۱۶۳۰ یا ۱۶۳۱) پادشاه کارتلی در شرق گرجستان امروزی و حاکم منصوب دولت صفوی در آن سرزمین بود.
وی که از کودکی در اصفهان در مذهب اسلام تربیت یافته بود در سال ۱۶۱۹ پس از مرگ پدرش به حکومت کارتلی منصوب شد. اگرچه حکومت او هرگز از اطراف تفلیس فراتر نرفت.